# Ukšići (Foča-Ustikolina, BiH)
Ukšići je naseljeno mjesto u općini Foča-Ustikolina, Federacija BiH, BiH. 
Godine 1962. pripojeni su zajedno s Milotinom naselju Kolakovićima (Sl.list NRBiH, br.47/62). Nalaze se u blizini Slavičića.

## Stanovništvo
| Narod     | Popis 1961. |
| --------- | ----------- |
| Hrvati    |             |
| Muslimani |             |
| Srbi      | 130         |
| ostali    | 1           |
| Ukupno    | 131         |